# Vanesa L. De Pietri
Vanesa Lopez De Pietri ist eine neuseeländische Paläornithologin, die sich insbesondere der fossilen Avifauna aus dem Zeitraum zwischen dem späten Oligozän und dem Miozän (circa 28 bis 5,3 Millionen Jahre) aus Europa, Australasien und Neuseeland widmet. 

## Leben
De Pietri begann 2009 ein Doktoratsstudium an der Universität Bern und wurde im Dezember 2011 mit der Dissertation The early Miocene avifauna (Charadriiformes, Piciformes) of Saint-Gérand-le-Puy (Allier, France) zum Ph.D. promoviert. Während ihrer Postdoc-Phase am Naturhistorischen Museum Basel und am Senckenberg Forschungsinstitut in Frankfurt am Main, wo sie unter anderen mit Albrecht Manegold und Gerald Mayr zusammenarbeitete, setzte sie ihre Forschungen über die fossilen Vögel der Region Allier in Frankreich sowie der Schweiz (unter anderen in Zusammenarbeit mit Loïc Costeur und Cécile Mourer-Chauviré) fort. Im Februar 2014 wechselte sie an die Flinders University in Adelaide, wo sie bis Mai 2015 tätig war. In der neuseeländischen Fossillagerstätte Saint Bathans arbeitete sie mit Paul Scofield, Alan Tennyson und Trevor H. Worthy zusammen, wo sie mehrere neue Vogelfossilien (z. B. aus der Ordnung der Regenpfeiferartigen (Charadriiformes)) aus dem frühen Miozän entdeckten. 2015 beschrieb sie mit Trevor H. Worthy die Vogelart Oligonomus milleri aus dem Oligozän, einen Vorfahren des Steppenläufers (Pedionomus torquatus), dessen fossile Überreste an der Westseite des Lake Palankarinna in South Australia gefunden wurden. 2017 veröffentlichte sie mit Scofield einen Beitrag über die Herkunft und die phylogenetischen Beziehungen der Maorikrähe und des Chatham-Raben. 2019 gehörte sie zum Erstbeschreiberteam der Papageienart Heracles inexpectatus aus der Fossillagerstätte Saint Bathans, die wahrscheinlich ein höheres Gewicht aufwies, als der Kakapo, der schwerste rezente Papagei. 2021 beschrieb sie den im Holozän ausgestorbenen Henderson-Strandläufer (Prosobonia sauli).
Im Juli 2015 wurde De Pietri wissenschaftliche Mitarbeiterin, im Januar 2017 Kuratorin und im April 2022 leitende wissenschaftliche Mitarbeiterin am Canterbury Museum in Christchurch.
2016 wurde De Pietri Sekretärin der Society of Avian Paleontology and Evolution (SAPE).
De Pietris akademischer Hintergrund basiert auf der Evolution, der Paläontologie und der vergleichenden Anatomie von Vögeln. Sie nutzt die Fossilien, um die Zusammensetzung von Vogelpopulationen in der Vergangenheit zu ermitteln. Dabei konzentriert sie sich auf Fragen zur Paläobiologie, funktionalen Morphologie, phylogenetischen Beziehungen und anderen Aspekten der evolutionären Geschichte verschiedener Vogellinien wie Watvogel, Seevögel und semiaquatische Vögel. De Pietri erforscht ebenfalls die Verknüpfungen zwischen Vogelevolutionsmustern, Ökologie und Aussterben sowie Umweltveränderungen, welche durch Klimaschwankungen vor der Quartärzeit (vor 2,5 Millionen Jahren), insbesondere in Neuseeland, entstanden sind.

## Erstbeschreibungen von Vanesa De Pietri
- Laricolidae, 2011
- Laricola intermedia, 2011
- Laricola robusta, 2011
- Laromorphae, 2011
- Piculoides saulcetensis, 2011
- Sternalara minuta, 2011
- Sternalara milneedwardsi, 2011
- Becassius charadriioides, 2012
- Parvelorius, 2012
- Scolopacimilis, 2012
- Genucrassum bransatensis, 2013
- Gerandibis, 2013
- Saintandrea chenoides, 2013
- Baselrallus intermedius, 2014
- Protoazin parisiensis, 2014
- Hakawaiidae, 2015
- Hakawai melvillei, 2015
- Oligonomus milleri, 2015
- Protodontopteryx ruthae, 2015
- Chionoides australiensis, 2016
- Neilus sansomae, 2016
- Wilaru prideauxi, 2016
- Crexica crexica, 2017
- Deliaphaps zealandiensis, 2017
- Kumimanu biceae, 2017
- Miohypotaenidia tanaisensis, 2017
- Litorallus livezeyi, 2018
- Muriwaimanu, 2018
- Priscaweka parvales, 2018
- Sequiwaimanu rosieae, 2018
- Vanellus liffyae, 2018
- Crossvallia waiparensis, 2019
- Heracles inexpectatus, 2019
- Prosobonia sauli, 2021
- Manuherikia primadividua, 2021
- Aegotheles zealandivetus, 2022
- Notochen bannockburnensis, 2022
- Zealandornis relictus, 2022
- Zealandornithidae, 2022
- Eotrogon stenorhynchus, 2023
- Murgonornis archeri, 2023
- Clymenoptilon novaezealandicum, 2023
- Australarus bakeri, 2025
- Miolarus rectirostrum, 2025